# Estación Avellaneda (Córdoba)
Avellaneda es una estación de ferrocarril de la localidad del mismo nombre del departamento Ischilín, en la Provincia de Córdoba, Argentina.

## Servicios
No presta servicios de pasajeros, solo de cargas. Sus vías corresponden al Ramal CC del Ferrocarril General Belgrano. Sus vías e instalaciones están a cargo de la empresa estatal Trenes Argentinos Cargas.